# Jan-Peter Peckolt
Jan-Peter Peckolt, född den 4 maj 1981 i Ludwigshafen am Rhein, är en tysk seglare.
Han tog OS-brons i 49er i samband med de olympiska seglingstävlingarna 2008 i Qingdao i Kina.